# گرین لانترن: شوالیه‌های زمردین
فانوس سبز: شوالیه‌های زمردین (انگلیسی: Green Lantern: Emerald Knights) یک فیلم ویدئویی پویانمایی در ژانر ابرقهرمانی به کارگردانی لورن مونتگومری است که در سال ۲۰۱۱ منتشر شد. این فیلم داستان‌های مختلفی از اعضای سپاه گرین لانترن شامل آبین سور، لایرا، کیلووگ و موگو را بیان می‌کند. در حالی که این فیلم دنبالهٔ مستقیم عنوان گرین لانترن: نخستین پرواز محسوب نمی‌شود، اما از همان طراحی شخصیت‌ها در فیلم قبلی استفاده نموده است.

## داستان
یکی دیگر از تازه واردهای سپاه گرین لانترن به مرحله شارژ حلقه و وفاداری می‌رسد. این فرصتی است برای یک رویارویی با خاطرات و تعریف کردن تجربیات هرکدام، هال جردن هم برای آن تازه وارد خاطرات و تجربیات دیگر اعضا را تعریف می‌کند .....

## بازیگران
- ناتان فیلیون در نقش هال جردن / گرین لانترن
- الیزابت ماس در نقش آریزیا رب
- جیسون آیزکس در نقش سینسترو
- هنری رالینز در نقش کیلووگ
- کلی هو در نقش لایرا
- ردی پایپر
- آرنولد وسلو در نقش آبین سور
- تونی آمندولا در نقش کنتور
- استیون بلوم در نقش کلوبا وود
- گری دلیسل در نقش ری یو
- جیمز آرنولد تیلور در نقش تامار-ر
- بروس توماس در نقش اتراسیتوس